# Jászkun Volán
A Jászkun Volán Közlekedési Zrt. (JKV Zrt.) autóbusz-közlekedési vállalatként egyike volt a magyarországi Volán-társaságoknak. Fő ellátási területe Jász-Nagykun-Szolnok megye volt. Távolsági, helyközi és helyi autóbuszjáratokat közlekedtetett. Székhelye Szolnok, ezen kívül állomásfőnökségei voltak Jászberényben, Törökszentmiklóson, Kisújszálláson, Mezőtúron, Kunszentmártonban, Karcagon és Tiszafüreden. 2015 január 1-én integrálódott a KMKK Középkelet-magyarországi Közlekedési Központba.

## Története
Jász-Nagykun-Szolnok vármegyében az 1920-as években indult meg az autóbusz-közlekedés, elsőként 1921-ben Szolnokon, majd nem sokkal később Jászberényben. A második világháború után a magáncégeket államosították. 1951-ben hozták létre a Szolnoki Teherfuvarozási Vállalatot (TEFU). 1961-ben a MÁVAUT, a jászberényi és a szolnoki TEFU, valamint a Belföldi Szállítmányozási Vállalat egyesítésével létrejött egy megyei közlekedési nagyvállalat, amely 7. sz. Autóbusz-közlekedési Vállalat (AKÖV) néven működött tovább. A VOLÁN nevet 1970-től használja a társaság, ekkortól 7. sz. Volán, majd 1986-tól Jászkun Volán néven szerepel. 1993-tól részvénytársasági formában működik a cég.

## Színei
A társaság autóbuszai többféle fényezést viselnek. A helyi járat színei (ez főleg Szolnok városára igaz) a fehér alapon sötétkék-sárga átlós csík. (A megye többi városában közlekedő helyi járatok a helyközi forgalomban használt autóbuszok színeit viselik.) A helyközi járatok színezése fehér alapon sötétkék-világoskék átlós csík. A távolsági és a különjárati autóbuszok tiszta fehér (esetleg kék) színűek. Mindegyik jármű elején és hátulján kék színnel, oldalán - kék átlós csíkokban - fehér színnel szerepel a társaság neve.  (Kivéve a távolsági és különjárati buszokat: azokon a jármű oldalán, annak teljes hosszában kék színnel látható a Jászkun Volán Zrt. felirat, és a cég elérhetőségei. Teljesen kék színű autóbuszok esetében ez fehér színű.) Azt, hogy egy-egy autóbusz melyik telephelyhez (állomásfőnökséghez) tartozik, onnan lehet felismerni, hogy az első szélvédő jobb felső felében (szemből nézve bal kéz felől) szerepel az adott város neve.
A cég betűtípusa: Harmonique Display Black Italic

## Járműpark
A Jászkun Volán Zrt. körülbelül 240 db. autóbuszt üzemeltet. Meglehetősen sokféle autóbusztípussal rendelkezik a cég. Járműparkjában megtalálhatóak az Ikarus többféle sorozatai (200-as, 400-as, 500-as, EAG járműcsalád) , a Rába, a Credo, a MAN, a Volvo, a Karosa különböző típusai, illetve a helyi tömegközlekedésben alkalmazott, Szolnokon, a cég saját részére és igényei szerint gyártott, illetve átalakított Plasma típusú midi buszok is.

### Busztípusok

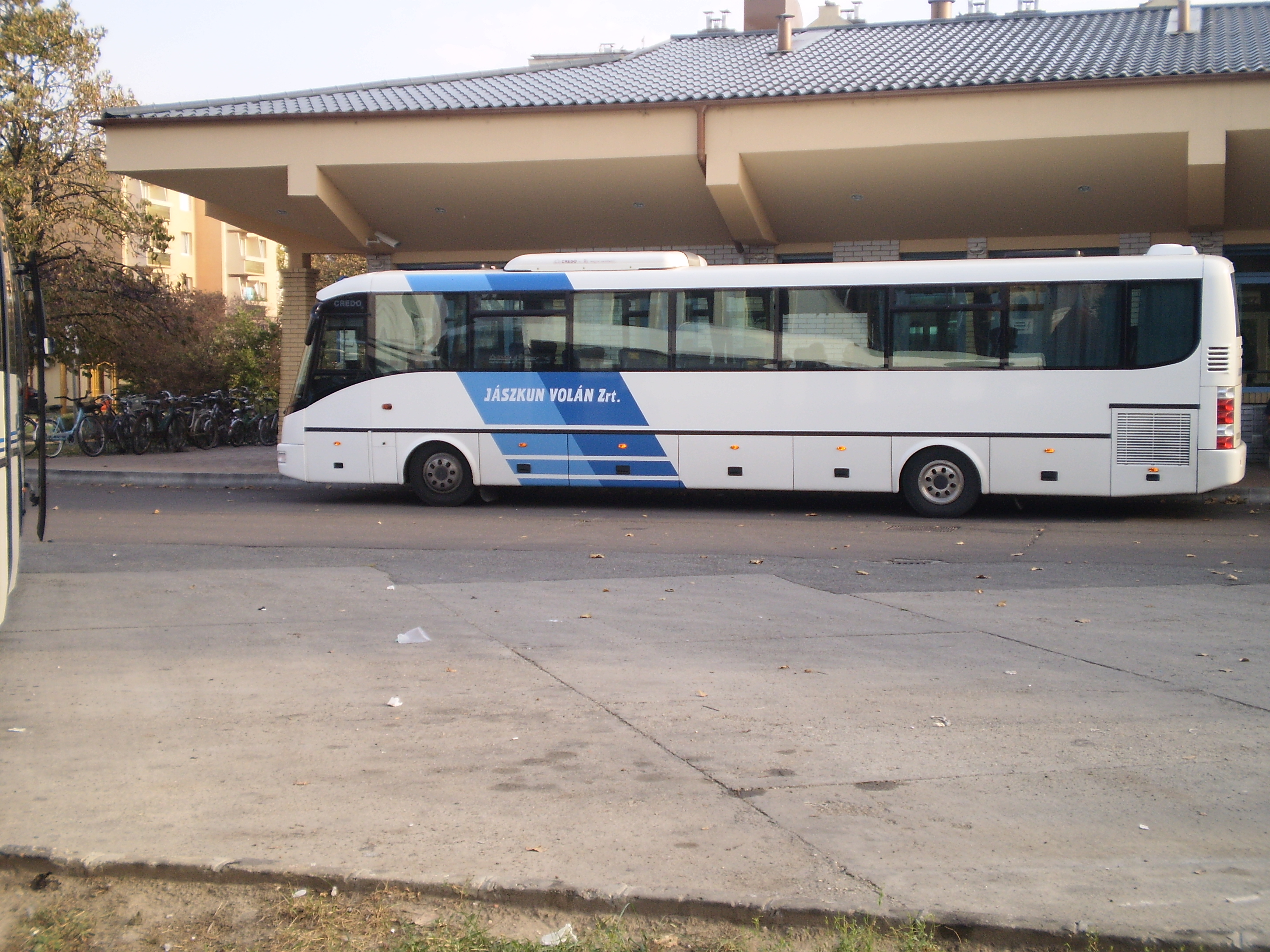
A Jászkun Volán egyik távolsági autóbusza Szentesen, az autóbusz-állomáson.

#### Városi midi autóbuszok
8 darab 

#### Városi szóló autóbuszok
7 darab Credo BN 12,
4 darab Ikarus E94,
2 darab Ikarus 260/C60,
4 darab Ikarus 263,
4 darab MAN SL 223,
4 darab Rába Premier 091

#### Városi csuklós autóbuszok
11 darab Credo BN 18,
9 darab Ikarus-280/C80,
2 darab MAN SG 313,
1 darab Rába Premier 291

#### Elővárosi midi autóbuszok
2 darab Credo IC 9,5,
13 darab Enterprise Plasma,
2 darab Karosa C934.1351

#### Elővárosi szóló autóbuszok
3 darab Credo EC 11,
41 darab Credo EC 12,
1 darab Ikarus E94,
24 darab Ikarus 256/C56,
11 darab Ikarus 415,
7 darab MAN SL 223,
12 darab MAN SL 283,
3 darab Rába Contact 092

#### Elővárosi csuklós autóbuszok
15 darab Ikarus 280/C80,
3 darab Ikarus 417,
6 darab MAN SG 313,
2 darab Rába Contact 292

#### Távolsági autóbuszok
3 darab Credo IC 12,
10 darab Ikarus E95,
1 darab Ikarus E98,
1 darab Jonckheere Arrow 50,
3 darab Volvo 9700,
11 darab Volvo B10B

## Távolsági közlekedés
A Jászkun Volán buszjárataival a 8 telephely egyikéről (vagy akár többről is) közvetlenül el lehet jutni a Jász-Nagykun-Szolnok megyével szomszédos megyék székhelyeire (így Miskolcra, Egerbe, Budapestre, Kecskemétre, Szegedre, Békéscsabára és Debrecenbe), illetve jelentősebb városaiba. Kiemelt szerepet játszik Budapest, ahová a jászberényi autóbusz-állomásról mind hétköznap, mind hétvégén óránként, vagy annál gyakrabban indulnak (illetve Budapestről érkeznek) járatok. Ezek egy részét a Jászkun Volán Zrt., egy részét pedig a Volánbusz Zrt. (illetve 2009-től annak alvállalkozója) közlekedteti. A társaság 1993 nyarán egy új járatot indított, amely az 1469. számot viselte, és a Jászberény–Budapest–Székesfehérvár–Siófok útvonalon közlekedett. A vonal az év végéig létezett, akkor is már csak Székesfehérvárig.

## Helyközi közlekedés
A társaság Jász-Nagykun-Szolnok megye valamennyi településére közlekedtet autóbuszokat. Az egyes telephelyekhez tartozó településeket (általában) az adott állomásfőnökség járművei látják el. A telephelyekről pedig viszonylagos gyakorisággal közlekednek autóbuszok a központi távolsági autóbusz-pályaudvarra, Szolnokra.

## Helyi közlekedés
A Jászkun Volán Zrt. Jász-Nagykun-Szolnok megye 6 városában látta el a helyi tömegközlekedést:
- Szolnok: helyi járatok,

- Jászberény: helyi járatok
- Karcag: helyi járatok
- Mezőtúr: helyi járatok
- Tiszafüred: helyi járat
- Törökszentmiklós: helyi járatok
- Újszász: helyi járatok